# Gare de Blicourt
La gare de Blicourt est une ancienne gare ferroviaire française de la ligne de Saint-Omer-en-Chaussée à Vers, située sur le territoire de la commune de Blicourt, dans le département de l'Oise, en région Hauts-de-France.

## Situation ferroviaire
La gare de Blicourt était située  au point kilométrique 99,9 de la ligne de Saint-Omer-en-Chaussée à Vers, entre les points d'arrêts d'Oudeuil et de Rotangy.

## Histoire
La ligne est déclarée d'utilité publique le 15 juin 1872. Blicourt se trouvait sur le tronçon de Saint-Omer-en-Chaussée à Conty qui fut ouvert le 15 avril 1876.
Un déraillement intervient  le dimanche 6 juillet 1879 entre Oudeuil et Blicourt, après la rupture de bandage de la mocomotive qui assurait un train en provenance d'(Amiens et où avaient pris place de nombreux voyageurs venus assister aux courses de l’hippodrome du Canada à Beauvais. La locomotive dévale sur 2 m le remblai de la voie et se renverse avec son tender. Le mécanicien est tué dans l'accident, et deux voyageurs ont été blessés.
Un autre déraillement est signalé le 16 janvier 1924, où le train du soir  en provenance de Beauvais déraille entre Blicourt et Rotangy vers 20 h. Cinq voitures se sont couchées, mais il n(y a pas eu de victimes
Dans le cadre de la coordination des transports, le service voyageur a été transféré sur route le 9 janvier 1939, mais a repris du printemps 1942 à la Libération en raison de la pénurie d'essence et du bombardement du viaduc de Poix sur la ligne Amiens - Rouen.

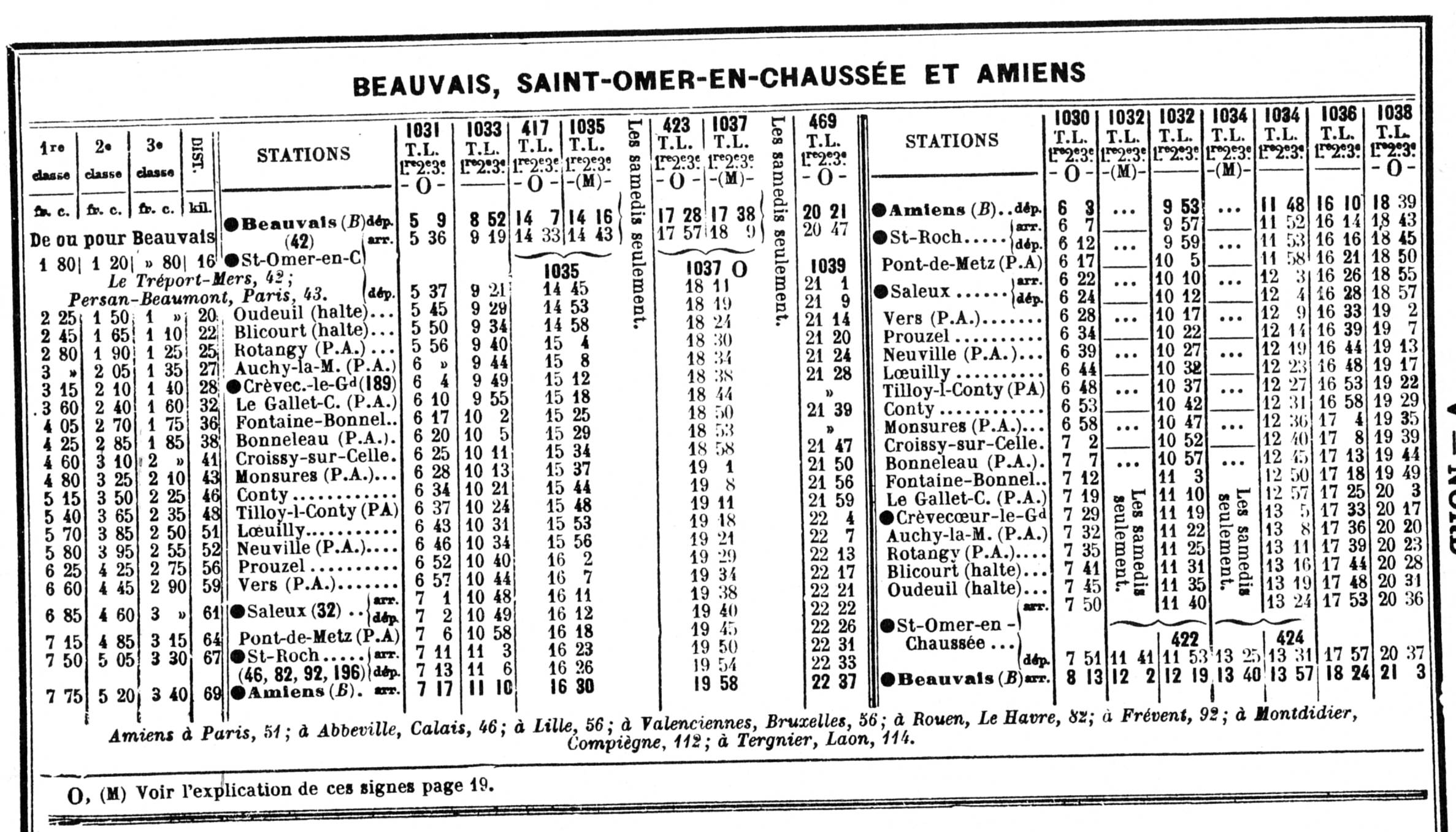
Horaires de la ligne en mai 1914
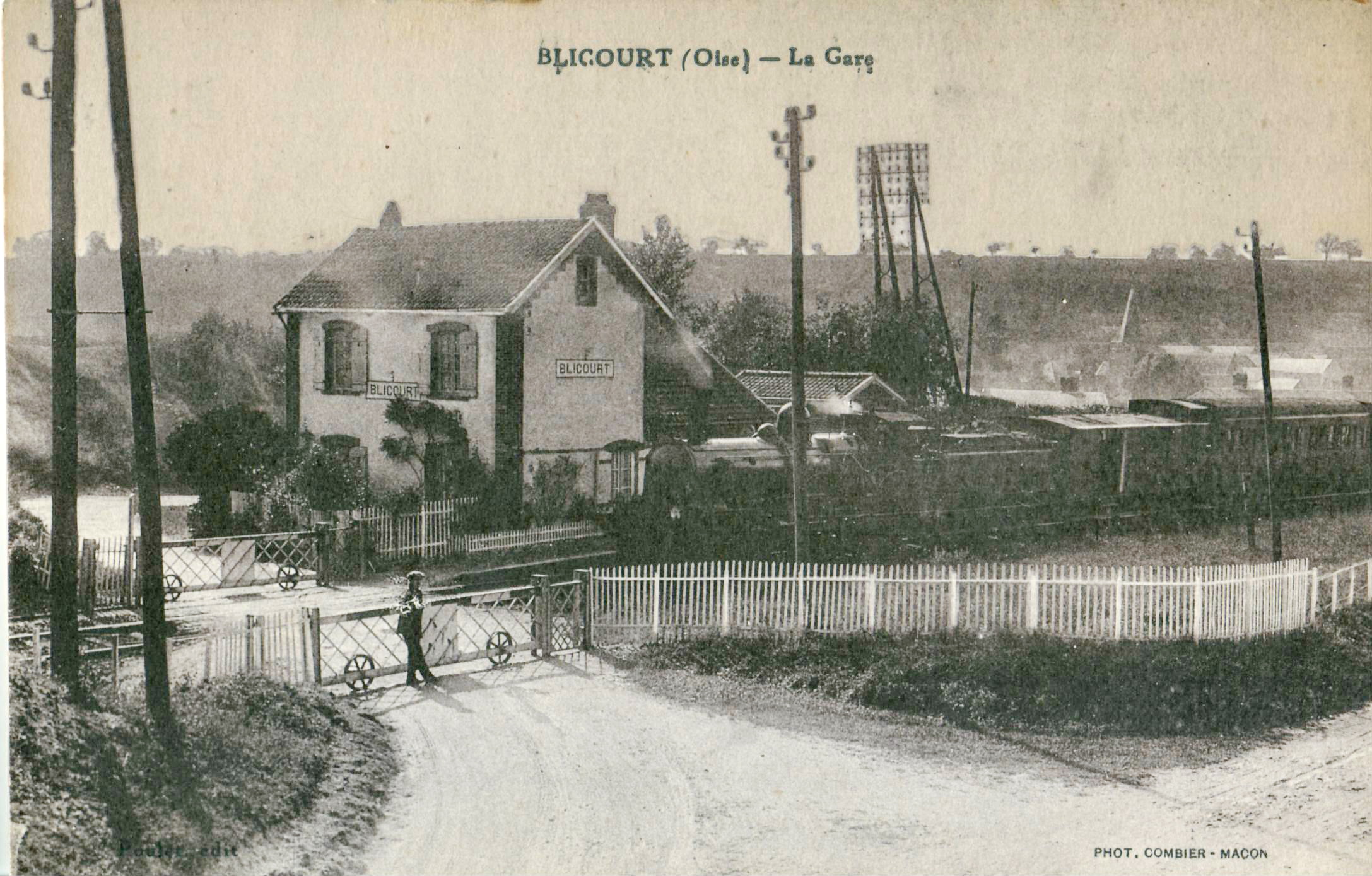
Un train à l'arrêt de Blicourt, au début du XXe siècle
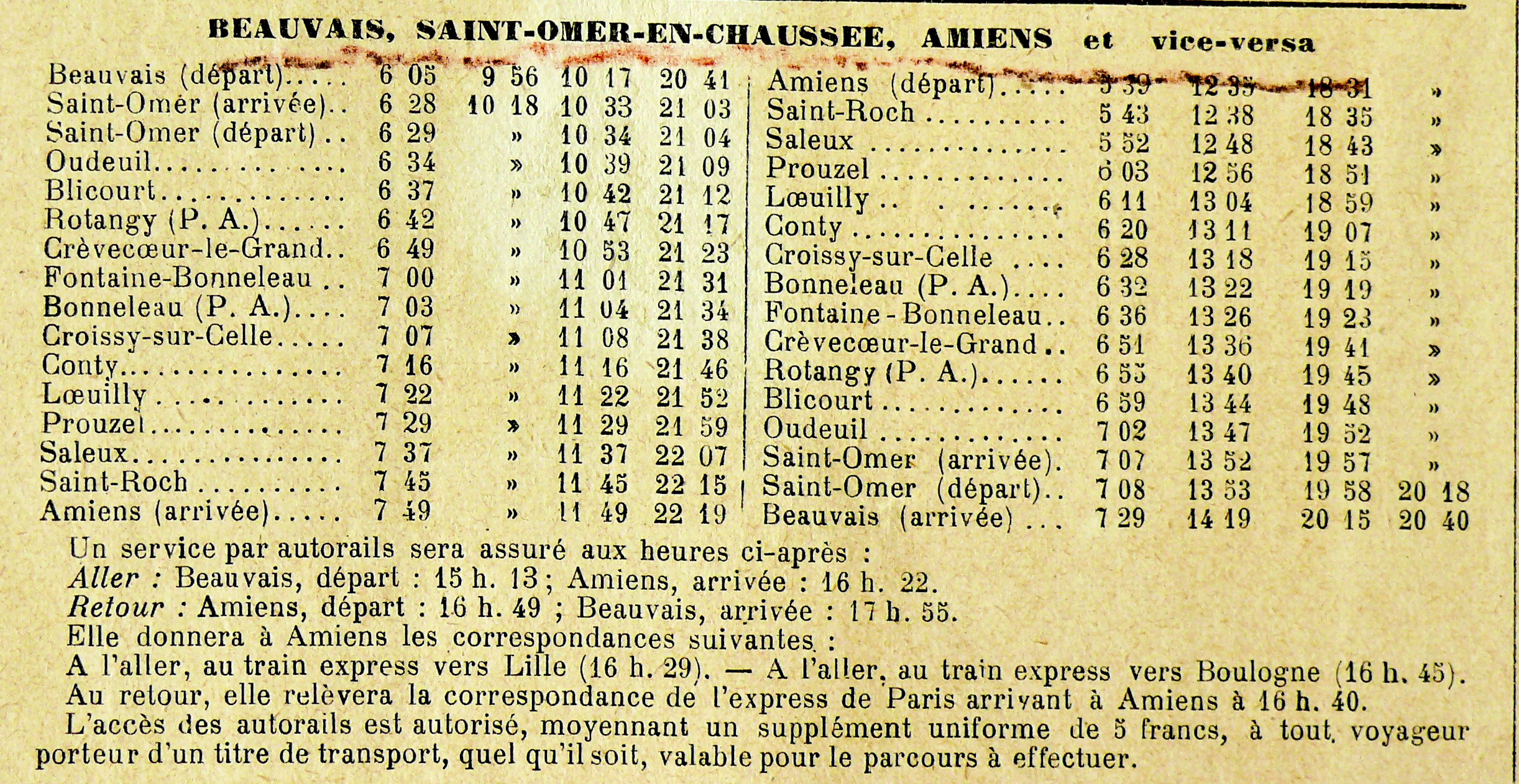
Horaires de la ligne en 1938, peu avant la suppression du service
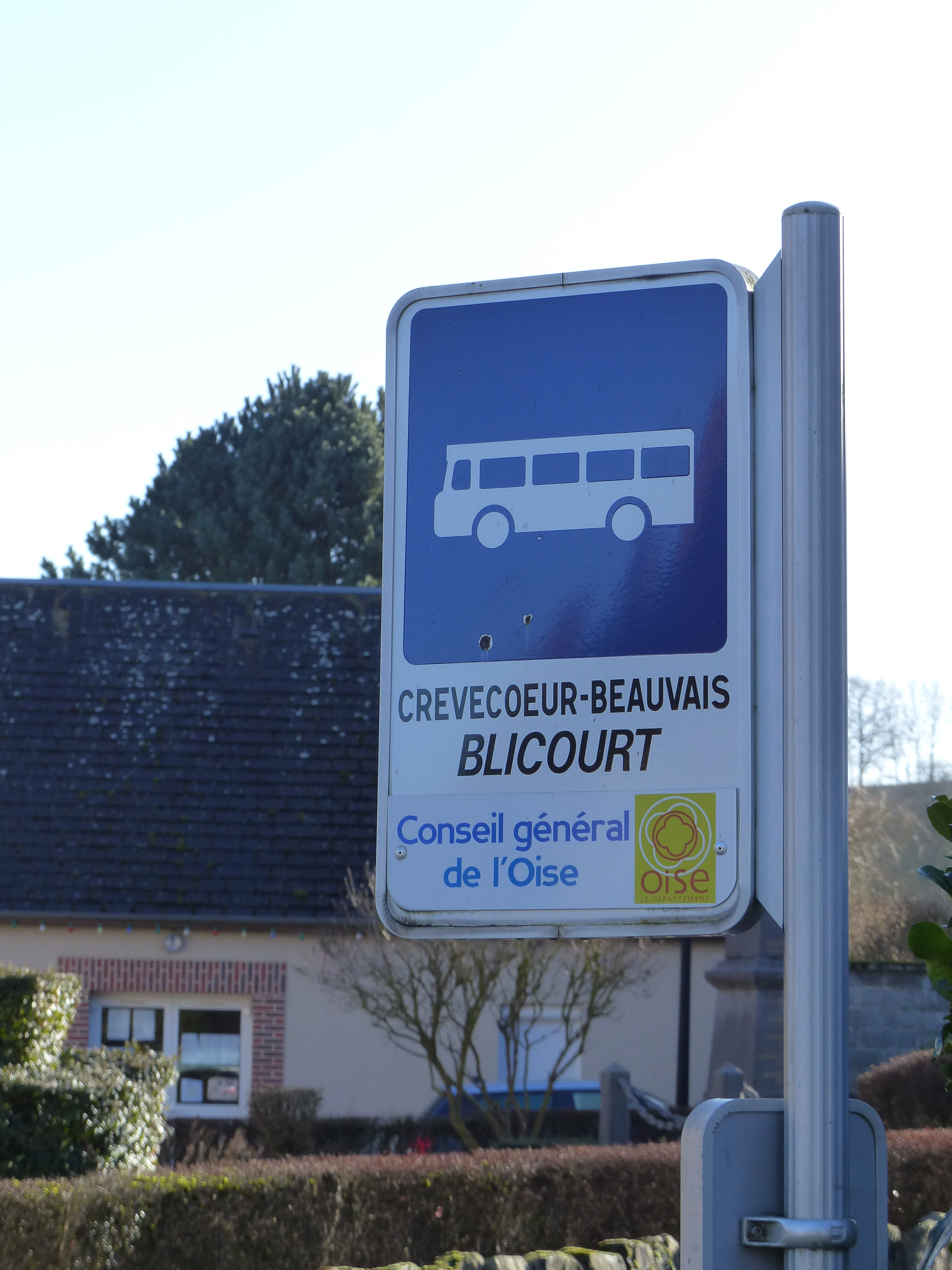
L'arrêt d'autocar, qui remplace la gare désaffectée.